# Mauren
Mauren est une commune du Liechtenstein. En 2020, la population s'élève à 4 395 habitants.

## Géographie

### Situation
Le territoire de la commune s'étend sur 7,491 km2 d'un seul tenant au nord-est de la principauté et comprend le village de Schaanwald. Elle est limitrophe de Schellenberg au nord, d'Eschen à l'ouest et frontalière de l'Autriche à l'est.

### Transports
La commune est traversée, depuis 1872, par la ligne de Feldkirch à Buchs, chemin de fer international qui débute en Autriche, traverse le Liechenstein et aboutit en Suisse. Une halte ferroviaire, actuellement fermée, est située au village de Schaanwald.

## Histoire
Le village de Mauren se retrouve mentionné pour la première fois en 1178 sous le nom de « Muron ». On y trouve entre autres un mémorial en l'honneur de Peter Kaiser, historien et éducateur liechtensteinois du XIXe siècle.

## Politique et administration
La commune est administrée par un conseil municipal de neuf membres, dont le maire, élus pour quatre ans par les citoyens. 
| Période                                  | Période  | Identité      | Étiquette | Qualité |
| ---------------------------------------- | -------- | ------------- | --------- | ------- |
| 2003                                     | 2023     | Freddy Kaiser | FBP       |         |
| 2023                                     | En cours | Peter Frick   | VU        |         |
| Les données manquantes sont à compléter. |          |               |           |         |

## Personnalités liées à la ville
- Melitta Marxer (1923-2015), militante féministe.